# Jan Schäuble
Jan Schäuble, född 29 december 1999, är en schweizisk roddare.

## Karriär
I augusti 2022 vid EM i München tog Schäuble brons tillsammans med Raphaël Ahumada i lättvikts-dubbelsculler. I maj 2023 tog de sitt första EM-guld tillsammans vid EM i Bled. I september 2023 vid VM i Belgrad tog de silver tillsammans i lättvikts-dubbelsculler.
I april 2024 vid EM i Szeged tog Schäuble och Raphaël Ahumada sitt andra EM-guld tillsammans i lättvikts-dubbelsculler.